# لانگناپل
لانگناپل (به آلمانی: Langenapel) یک منطقهٔ مسکونی در آلمان است که در زالتسودل واقع شده‌است.
 لانگناپل  ۲۵۲ نفر جمعیت دارد.